# Спринг, Кристофер
Кристофер Спринг (англ. Christopher Spring, 6 марта 1984, Дарвин, Австралия) — австралийский и канадский бобслеист, пилот, с 2008 года выступавший за сборную Австралии и с 2010 года представляющий Канаду. Участник двух зимних Олимпийских игр, неоднократный победитель национальных первенств, различных этапов Кубка мира и Америки.

## Биография
Кристофер Спринг родился 6 марта 1984 года в городе Дарвин, Австралия. С юных лет увлекался спортом, а в 2008 году решил попробовать себя в бобслее, прошёл отбор в национальную сборную и присоединился к команде в качестве пилота. Первое время соревновался на менее престижном Кубке Америки, финишировал с попеременным успехом, а на этапах в Калгари выиграл со своим двухместным экипажем две бронзовые медали. В феврале 2009 года дебютировал на взрослом чемпионате мира, тем не менее, на трассе американского Лейк-Плэсида смог показать только двадцать девятое время. За счёт рейтинговых очков с Кубка Северной Америки прошёл квалификацию на зимние Олимпийские игры 2010 года в Ванкувере, где вместе с разгоняющим Данканом Харви и задействованным в третьем заезде Энтони Райаном занял в двойках двадцать второе место.
Не сумев реализовать себя в Австралии, сразу после окончания Олимпиады Спринг принял решение перейти в сборную Канады. Впервые выступил под канадским флагом в 2011 году на этапе мирового кубка в итальянской Чезане, в зачёте двухместных экипажей был семнадцатым. На чемпионате мира в немецком Кёнигсзее занял девятнадцатое место в двойках, четырнадцатое в четвёрках и седьмое в смешанных состязаниях по бобслею и скелетону. В следующем сезоне его результаты пошли вверх, на Кубке мира спортсмен стал регулярно попадать в десятку сильнейших, однако в январе 2012 года на четвёртом этапе в Альтенберге приключилось несчастье — их четырёхместный экипаж на полной скорости потерпел крушение, врезавшись в стену. С тяжелейшими травмами Спринг попал в больницу и после восьми дней госпитализации, чувствуя ответственность за товарищей, сообщил о завершении карьеры пилота. Несмотря на это, уже в апреле он вновь приступил к тренировкам, вернувшись к пилотированию.
Сезон 2012/13 начался для экипажа Кристофера Спринга вполне удачно, на этапах Кубка мира он неотъемлемо присутствует в десятке сильнейших, как в двойках, так и четвёрках. В ноябре на домашнем этапе в Уистлере завоевал свою первую медаль на этих соревнованиях — бронзовую в программе четырёхместных бобов.
На чемпионате мира 2012/13 в Санкт-Морице вместе с Ласселесом Брауном занял высокое 6 место. Благодаря череде удачных выступлений удостоился права защищать честь страны на зимних Олимпийских играх 2014 года в Сочи, где финишировал седьмым в программе мужских двухместных экипажей и тринадцатым в программе четырёхместных.